# Immortal Souls
Immortal Souls é uma banda de death metal melódico de Kokkola, Finlândia formada em 1991. Eles lançaram um álbum split e sua estréia no Little Rose Productions no final de 1990 e no início de 2000. Em 2002, Immortal Souls assinou com a gravadora holandesa Fear Dark que lançou seu segundo e terceiro album, bem como uma compilação. Tocaram no Tuska Open Air Festival de Metal. Seu estilo musical é caracterizada pelo uso de riffs de guitarra melódicos e canto que se desloca entre rosnados e gritos. Sua música tem sido chamado de  Winter Metal (Português: Metal de Inverno) desde Immortal Souls utiliza metáforas geladas em suas letras e, geralmente cria uma atmosfera fria, invernal. O álbum Wintereich foi lançado em 2007 na Europa, em Dark Balance e nos EUA através Facedown Records.

## História

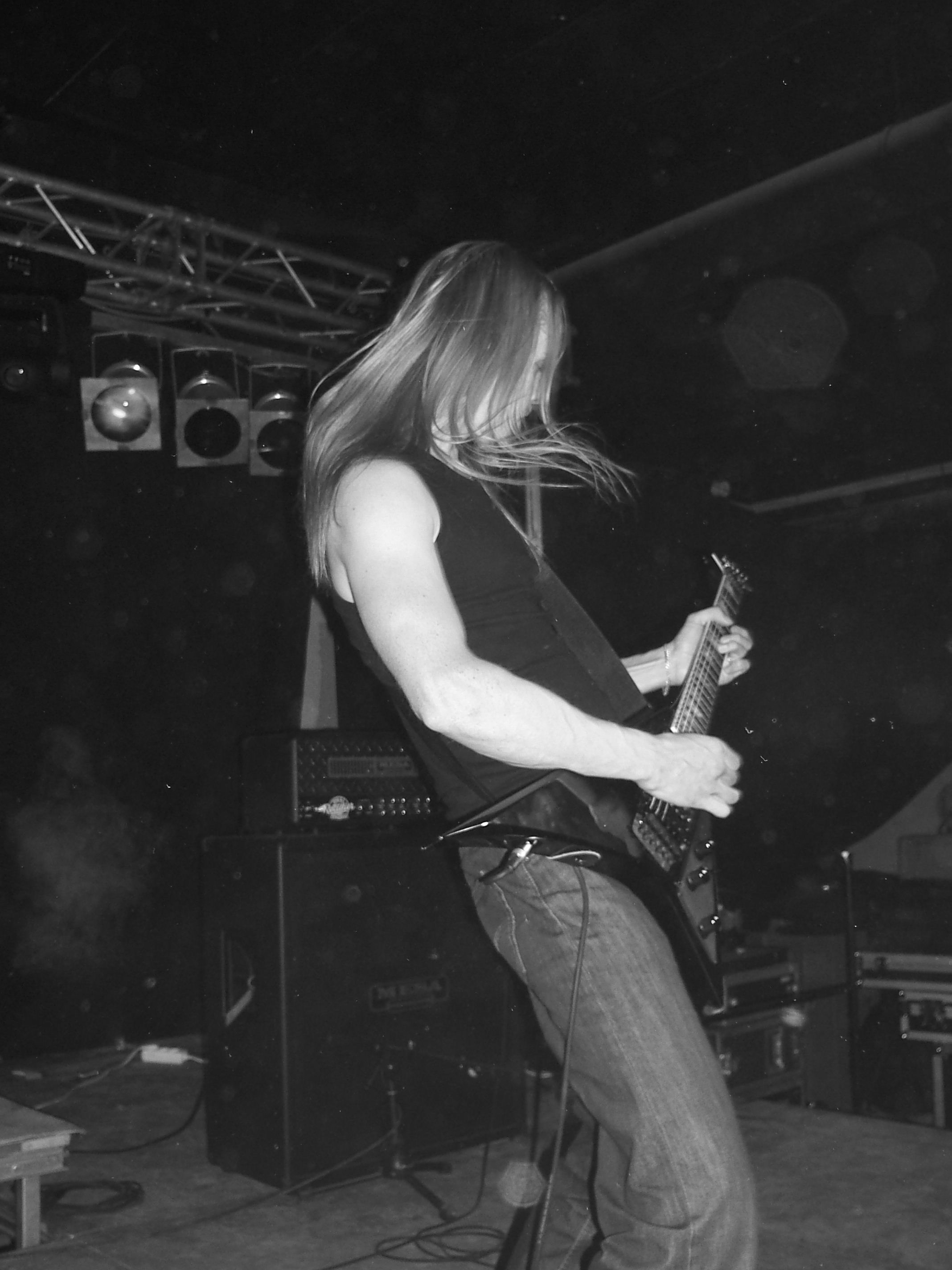
Esa Sarkioja (Metalfest 2007, Bad Hersfeld, Alemanha)

### Começo
Em dezembro de 1991 Aki Särkioja (baixo e vocal) e Esa Särkioja (guitarra), fundaram Immortal Souls. Durante os anos 1992-1994 Immortal Souls gravou algumas fitas demo, incluindo uma fita chamado Vision of Hell (1993). Estas demos nunca foram oficialmente publicados. Em 1994, o baterista Antti Nykyri se juntou à banda. No final de janeiro de 1995 a banda gravou uma fita demo chamada Immortal Souls, que incluiu seis músicas. 100 cópias foram feitas da fita demo e continha heavy metal direto com Growl vocais. Após a demo Immortal Souls, todas as capas dos álbuns da banda tiveram um tema de inverno na obra de arte. Nykyri deixou a banda depois de um ano devido a outros interesses pessoais.

### Período doom metal
Durante os anos 1995-1996 Immortal Souls escreveu novas músicas. Na época, os membros da banda estavam interessados no estilo Doom metal, e com essa influência, eles gravaram sua demo mais deprimente e opressivo chamado Reflections of Doom em novembro de 1996. A saída mais elegante dos experimentos de doom metal era uma canção chamada "Realm Of Hatred." Nas sessões de gravação Immortal Souls tinha que usar uma bateria eletrônica, porque um novo baterista Jupe Hakola foi assinado em um par de meses após as sessões de gravação. A canção "Hate Sender" foi publicado em do TOB zine 7 - disco de vinil polegada. A canção "I` am Me ", foi publicado mais tarde no From Kaamos To Midnight Sun. Também canções "Hate Sender", "I Am Me" e "Realm Of Hatred" foram publicados mais tarde no Once Upon A Time In The North como versões remasterizadas.

### Contrato com a gravadora Little Rose

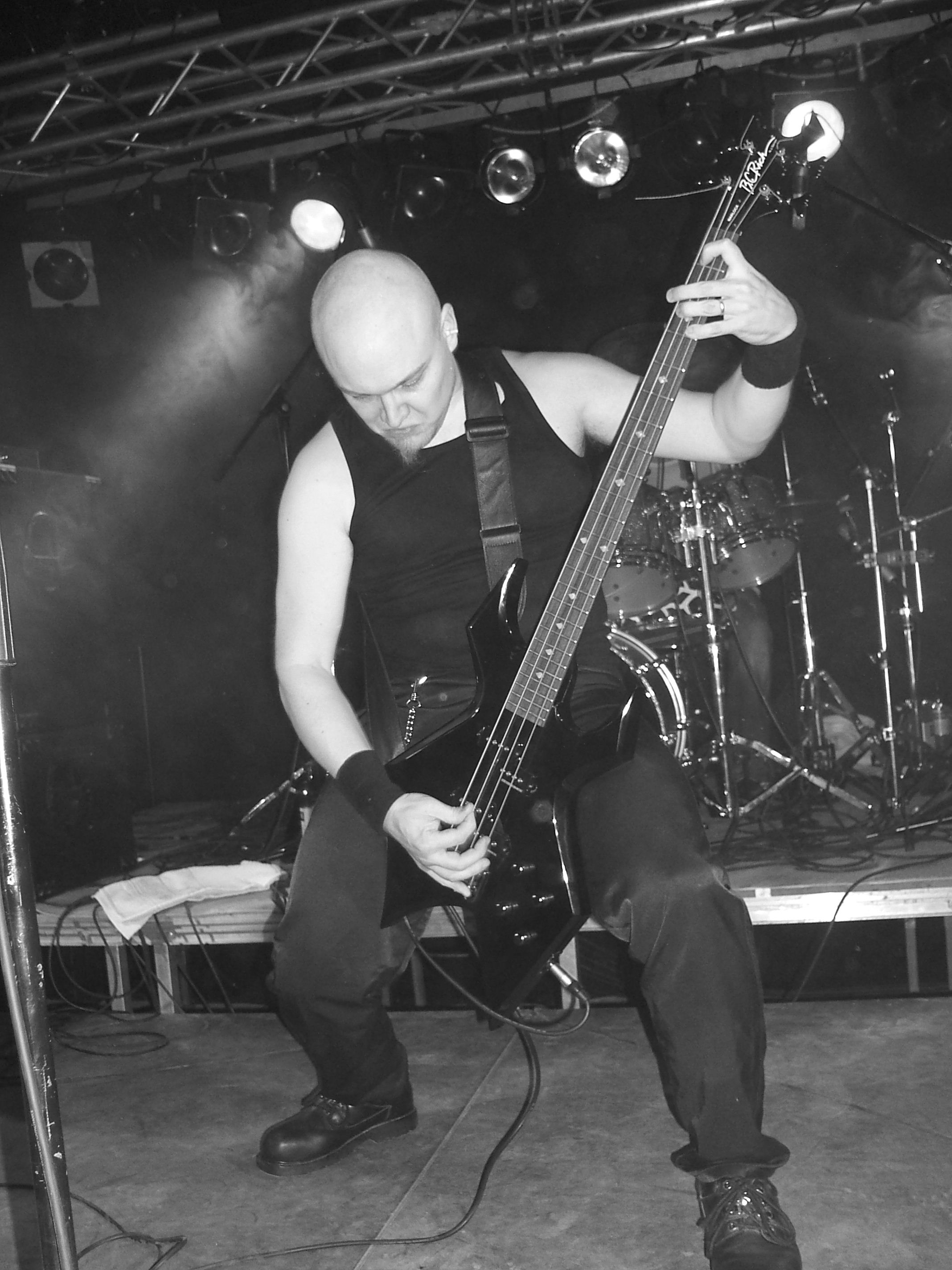
Baixista-Vocalista Aki Särkioja (Metalfest 2007, Bad Hersfeld)

Após o lançamento dos demotapes, Immortal Souls assinou um contrato de gravação com a gravadora finlandesa chamada Little Rose Productions. Nessa época a banda já tinha deixado para trás as influências de doom metal e seu estilo musical mudou rápido, Death Metal Melódico e o tema do inverno nas letras tinha estabelecido como regular. Sua primeira gravação com o novo estilo foi EP Divine Wintertime, lançado em 1998. Foi publicado como um split-CD com a banda de metal escuro chamado Mordecai . Esta publicação tem um monte de apreciação entre os fãs de metal e a música "Snow Soul" tornou-se um dos top-rated de Immortal Souls.
Crescente quantidade de concertos foram necessários membros adicionais para o line-up. Em 2000, Pete Loisa (guitarra) se juntou ao grupo, quando a banda estava se preparando para gravar seu primeiro álbum de estúdio. A partir do material de fevereiro de 2000 seções de estúdio no "Studio Watercastle" foi publicado o EP "Cleansing" que deu uma amostra do próximo álbum. O álbum de estréia Under the Northern Sky, foi publicado em 2001 e é talvez ainda o top-rated álbum de Immortal Souls. Naquela época, Little Rose Productions estava fechando seu funcionamento, e, portanto, a banda começou a procurar outra editora.

### Contrato com a gravadora Fear Dark

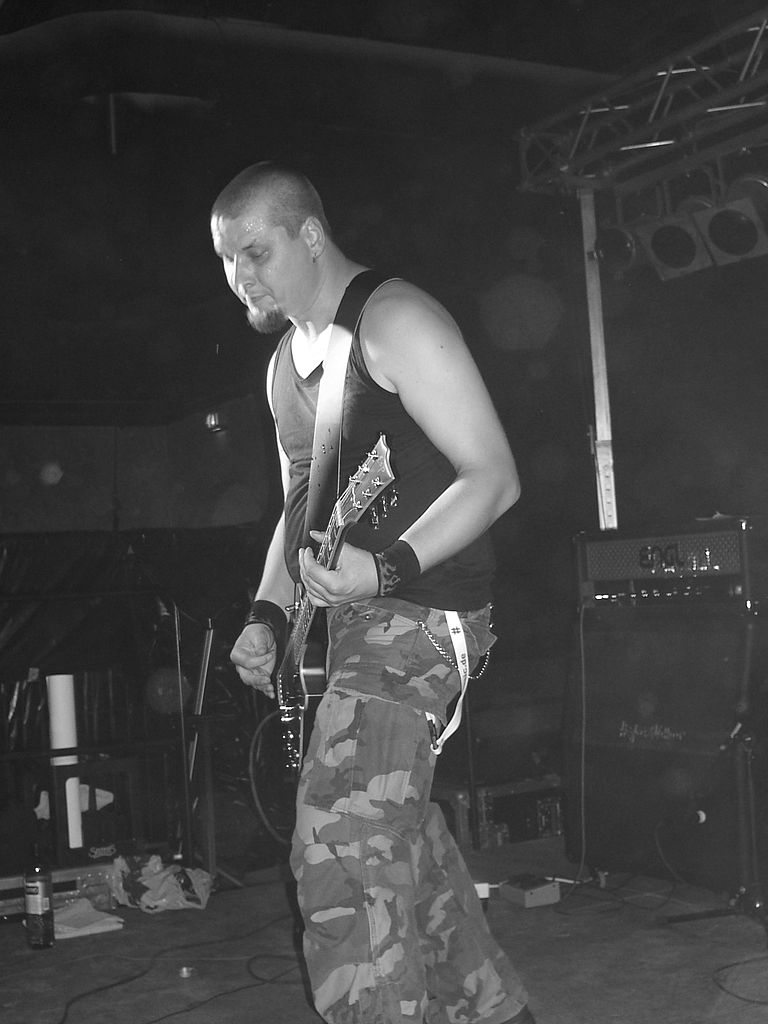
Pete Loisa (Metalfest 2007, Bad Hersfeld)

Immortal Souls já tinha conexões (como distribuidor) para a gravadora chamado Fear Dark da Holanda, e, portanto, o negócio foi fácil de fazer, tanto para a banda e para a gravadora. Após a assinatura do acordo, a banda fez uma turnê Central Europeu. Eles também se tornou um ator regular nas gravadoras "Fear Dark Fest events". Após as turnê de Immortal Souls eles começaram a escrever um novo material e em novembro de 2002 eles foram para estúdio da Sonic Pump para gravar o próximo álbum, chamado Ice Upon the Night. Este álbum fez a banda ficar mais conhecida na Finlândia e que abriu a oportunidade de realizar Tuska Open Air metal festival em Helsinki. Este álbum está licenciada para os EUA e Canadá pelos registros Facedown no ano de 2004.
A banda fez shows ocasionais ao longo do ano. O baterista Jupe Hakola decidiu deixar a banda e foi substituído por Jukka-Pekka Koivisto. Mas Jukka-Pekka Koivisto teve que deixar a banda depois da turnê Germany-Switzerland, porque ele estava ocupado com a sua outra banda Silent Voices nas novas gravações do álbum. A banda encontrou um novo baterista do círculo de amigos por perto, no início de 2005, quando Juha Kronqvist juntou a Immortal Souls. Fear Dark  decidiu publica uma versões remasterizadas do album o Once Upon A Time In The North com 2 CD no final de 2005.

### Wintereich e The Requiem for the Art of Death
A banda começou a escrever material novo e tacava em concertos ocasionais ao mesmo tempo. Em 2006, Immortal Souls anunciou em seu site que eles estavam trabalhando em um álbum conceitual storybased, que era para ser chamado "Wintereich". A banda entrou no estúdio em dezembro de 2006. O álbum foi masterizado no primeiro trimestre de 2007. O novo selo Dark Balance, Wintereich foi lançado em 01 de junho de 2007.  Como o álbum Ice Upon The Night, em 2004. Wintereich foi distribuído pela Facedown Records e foi lançado em os EUA em 21 de agosto de 2007.
Em 22 de maio, foi anunciado que a banda está trabalhando em um álbum intitulado The Requiem for the Art of Death.

## Estilo de música
O estilo musical de Immortal Souls é normalmente rápido. Os solos de guitarra define como parte do acompanhamento de canto e riffs virtuosos e técnicas de jogo rápido. Riffs, tons e licks são melódicas e ficar com harmonias clássicas. O guitarrista Esa Särkioja geralmente executa "riffage sombriamente melódico com correntes de power metal." A percussão é baseada em contrabaixo e blast beats. A composição é influenciada pela década de 1980 do metal e, por vezes, do tipo Danzig blues-rock. Os vocais são guturais e atonal no meio campo. De acordo com uma entrevista da Revista Vampire Magazine, o estilo de musica de Immortal Souls é um pouco mais agressivo e menos comercial.
As letras de Immortal Souls conter temas cristã, a linguagem visual baseada na natureza nórdico inverno e, por vezes, no folclore finlandês.

## Discografia
- 1995 – Immortal Souls
- 1997 – Reflections of Doom
- 1998 – Divine Wintertime
- 2000 – The Cleansing EP
- 2001 – Under the Northern Sky
- 2003 – Ice Upon the Night
- 2004 – Ice Upon the Night - US Version
- 2005 – Once Upon a Time in the North
- 2007 – Wintereich
- 2011 – IV: The Requiem for the Art of Death

## Membros

### Membros atuais
- Aki Särkioja – vocal, baixo (1991-presente)
- Esa Särkioja – guitarra solo (1991-presente)
- Marko Pekkarinen – guitarra rítmica (2011-presente)
- Juha Kronqvist – bateria (2005-presente)

### Ex-membros
- Antti Nykyri – bateria (1994–1995)
- Jupe Hakola – bateria (1996–2004)
- Jukka-Pekka Koivisto – bateria (2005)
- Pete Loisa – guitarra rítmica (2000 - 2010)